# Obereopsis sericea
Obereopsis sericea là một loài bọ cánh cứng trong họ Cerambycidae.